# Eriocaulon compressum
Eriocaulon compressum là một loài thực vật có hoa trong họ Cỏ dùi trống. Loài này được Lam. mô tả khoa học đầu tiên năm 1789.